# Футболіст року в Японії
Японська премія найкращому гравцю року (яп. 日本年間最優秀選手賞) — це нагорода, якою нагороджується найкращий японський футболіст чи футболістка за підсумками року. Нагорода не має обмеження ані за статтю, а не за статусом гравця.
Нагорода була створена в честь 40-річчя заснування Японської футбольної асоціації у 1961 році. Першим номінованим футболістом став Кен Наганума, що був обраний 35 футбольними репортерами. Поступово з'явилась тенденція до зростання кількості журналістів, що беруть участь в голосуванні і їх цифра є несталою.
У 1964 році Рюіті Сугіяма, а у 1966 році Кунісіге Камамото отримали нагороду граючи ще за студентські команди. У 2010 році Кейсуке Хонда став першим номінантом, що виступав на той час за кордоном, а в 2011 році Хомаре Сава стала першою жінкою, яка отримала цю нагороду.

## Переможці
| Рік  | Футболіст           | Клуб               | Громадянство |
| ---- | ------------------- | ------------------ | ------------ |
| 1961 | Кен Наганума        | Фурукава Електрік  | Японія       |
| 1962 | Мітіхіро Одзава     | Тойо Індастріс     | Японія       |
| 1963 | Сіґео Яегасі        | Фурукава Електрік  | Японія       |
| 1964 | Рюіті Сугіяма       | Університет Мейдзі | Японія       |
| 1965 | Арітацу Огі         | Тойо Індастріс     | Японія       |
| 1966 | Кунісіге Камамото   | Університет Васеда | Японія       |
| 1967 | Терукі Міямото      | Явата Стіл         | Японія       |
| 1968 | Кунісіге Камамото   | Янмар Дизель       | Японія       |
| 1969 | Рюіті Сугіяма       | Міцубісі Моторс    | Японія       |
| 1970 | Арітацу Огі         | Тойо Індастріс     | Японія       |
| 1971 | Кунісіге Камамото   | Янмар Дизель       | Японія       |
| 1972 | Муцухіко Номура     | Хітачі             | Японія       |
| 1973 | Рюіті Сугіяма       | Міцубісі Моторс    | Японія       |
| 1974 | Кунісіге Камамото   | Янмар Дизель       | Японія       |
| 1975 | Кунісіге Камамото   | Янмар Дизель       | Японія       |
| 1976 | Йосікадзу Наґаі     | Фурукава Електрік  | Японія       |
| 1977 | Карвальйо           | Това Реал Естейт   | Бразилія     |
| 1978 | Хіросі Отіаі        | Міцубісі Моторс    | Японія       |
| 1979 | Кеідзо Імаі         | Това Реал Естейт   | Японія       |
| 1980 | Кунісіге Камамото   | Янмар Дизель       | Японія       |
| 1981 | Кунісіге Камамото   | Янмар Дизель       | Японія       |
| 1982 | Кадзуо Одзакі       | Міцубісі Моторс    | Японія       |
| 1983 | Кадзусі Кімура      | Ніссан Моторс      | Японія       |
| 1984 | Кадзусі Кімура      | Ніссан Моторс      | Японія       |
| 1985 | Хіросі Йосіда       | Фурукава Електрік  | Японія       |
| 1986 | Нобухіро Такеда     | Йоміурі            | Японія       |
| 1987 | Сініті Морісіта     | Ямаха Мотор        | Японія       |
| 1988 | Жозе Оскар Бернарді | Ніссан Моторс      | Бразилія     |
| 1989 | Кадзусі Кімура      | Ніссан Моторс      | Японія       |
| 1990 | Руй Рамос           | Йоміурі            | Японія       |

| Рік  | Футболіст           | Клуб                | Громадянство |
| ---- | ------------------- | ------------------- | ------------ |
| 1991 | Руй Рамос           | Йоміурі             | Японія       |
| 1992 | Кадзуйосі Міура     | Токіо Верді         | Японія       |
| 1993 | Кадзуйосі Міура     | Токіо Верді         | Японія       |
| 1994 | Луїс Карлос Перейра | Токіо Верді         | Бразилія     |
| 1995 | Драган Стойкович    | Наґоя Грампус       | Югославія    |
| 1996 | Йосікацу Кавагуті   | Йокогама Ф. Марінос | Японія       |
| 1997 | Хідетосі Наката     | Сьонан Бельмаре     | Японія       |
| 1998 | Масасі Накаяма      | Джубіло Івата       | Японія       |
| 1999 | Масаакі Саваноборі  | Сімідзу С-Палс      | Японія       |
| 2000 | Сюнсуке Накамура    | Йокогама Ф. Марінос | Японія       |
| 2001 | Ацусі Янагісава     | Касіма Антлерс      | Японія       |
| 2002 | Тосія Фудзіта       | Джубіло Івата       | Японія       |
| 2003 | Тацухіко Кубо       | Йокогама Ф. Марінос | Японія       |
| 2004 | Юдзі Наказава       | Йокогама Ф. Марінос | Японія       |
| 2005 | Клемерсон           | Ґамба Осака         | Бразилія     |
| 2006 | Туліо               | Урава Ред Даймондс  | Японія       |
| 2007 | Кейта Судзукі       | 浦和レッズ          | Японія       |
| 2008 | Ясухіто Ендо        | Ґамба Осака         | Японія       |
| 2009 | Міцуо Огасавара     | Касіма Антлерс      | Японія       |
| 2010 | Кейсуке Хонда       | ЦСКА (Москва)       | Японія       |
| 2011 | Хомаре Сава         | ІНАК Кобе Леонесса  | Японія       |
| 2012 | Хісато Сато         | Санфрече Хіросіма   | Японія       |
| 2013 | Сюнсуке Накамура    | Йокогама Ф. Марінос | Японія       |
| 2014 | Ясухіто Ендо        | Ґамба Осака         | Японія       |
| 2015 | Йосіто Окубо        | Кавасакі Фронтале   | Японія       |
| 2016 | Кенго Накамура      | Кавасакі Фронтале   | Японія       |
| 2017 | Ю Кобаясі           | Кавасакі Фронтале   | Японія       |
| 2018 | Юя Осако            | Вердер              | Японія       |

## Багаторазові переможці
| Футболіст         | Разів | Роки перемог                             |
| ----------------- | ----- | ---------------------------------------- |
| Кунісіге Камамото | 7     | 1966, 1968, 1971, 1974, 1975, 1980, 1981 |
| Рюіті Сугіяма     | 3     | 1964,1969,1973                           |
| Кадзусі Кімура    | 3     | 1983,1984,1989                           |
| Арітацу Огі       | 2     | 1965,1970                                |
| Руй Рамос         | 2     | 1990,1991                                |
| Кадзуйосі Міура   | 2     | 1992,1993                                |
| Сюнсуке Накамура  | 2     | 2000,2013                                |
| Ясухіто Ендо      | 2     | 2008,2014                                |